# Andrew Tsien Chih-ch’un
Andrew Tsien Chih-ch’un, chinesisch 錢志純, Pinyin Qián Zhìchún (* 9. April 1926 in Zhejiang, Republik China; † 17. Februar 2009 in Taipeh, Taiwan) war Bischof von Hualien in Taiwan.

## Leben
Andrew Tsien trat 1947 in das Priesterseminar von Jiaxing ein. Mit der Machtübernahme Chinas durch Mao Zedong am 1. Oktober 1949 wechselte er zum Weiterstudium nach Genua, Italien. An der Università Cattolica del Sacro Cuore in Mailand studierte er Philosophie. Am 29. Juni 1953 empfing er die Priesterweihe.
1960 ging Tsien nach Taiwan und war dort in der Seelsorge in Hsinchu, Keelung, Taipeh und Xinzhuang tätig. 1966 wurde er Dekan der Philosophiefakultät der  Katholischen Fu-Jen-Universität. 1970 wurde er Direktor des Institutes für philosophische Forschung, 1984 zudem des Kunstinstitutes der FJU.
1992 ernannte ihn Papst Johannes Paul II. zum Bischof von Hualien. Die Bischofsweihe spendete ihm am 11. April 1992 Dominic Tang Yee-ming SJ, Erzbischof von Canton; Mitkonsekratoren waren Joseph Ti-kang, Erzbischof von Taipeh, und sein Amtsvorgänger und spätere Kardinal Paul Shan Kuo-hsi.
Bischof Tsien war sowohl in der offiziellen römisch-katholischen Kirche tätig, wie auch in der chinesischen Untergrundkirche der Chinesischen Katholisch-Patriotischen Vereinigung (CCPA).
2001 wurde seinem altersbedingten Rücktrittsgesuch durch Johannes Paul II. stattgegeben.